# 설계두
설계두(薛罽頭, ?~645년)는 신라 귀족 출신의 당나라 장수로 고구려-당 전쟁에서 활약했다. 삼국사기에 열전이 남아 있으며, 살계두(薩罽頭)로도 불린다.

## 생애
설계두는 신라의 귀족이었으나, 골품 제도에 불만이 있었다. 하루는 친구들과 술을 마시면서, "신라는 사람을 등용하는데 골품을 따진다."며, 중국에 가서 관직을 해야겠다는 뜻을 밝혔다. 결국 진평왕 43년인 621년, 계두는 배를 타고 당나라에 들어갔다.
당시 당나라는 고구려와 전쟁을 하고 있었다. 645년, 당 태종은 고구려를 친히 정벌하였다. 당시 계두는 좌무위 과의(左武衛 果毅)의 직위로 종군하고 있었다. 당군은 요동에 이르러 주필산(駐蹕山)에서 고구려군과 격전을 벌였다. 그러나 고구려 군대와 격전을 벌이다 전사하였다.
당 .태종은 이 소식을 듣고 외국인 신분으로 자국인보다 목숨 바쳐 싸운 점에 감명받았다. 이에 측근을 시켜 설계두의 시신에 어의(御衣)를 덮어주고, 대장군에 추증하고, 예로써 장사를 지내 주었다.
한편, 삼국사기 고구려본기 보장왕조에 따르면, 당시 당 태종은 안시성을 공략하고 있었고, 고구려는 고정의, 고연수, 고혜진 등이 병사를 이끌고 이를 구원하러 가고 있었다. 여기서 당 태종이 고구려군과 싸운 곳이 주필산이었다.

## 참고 자료
- 삼국사기 설계두 열전